# Papa João VI
Papa João VI (em latim: Joannes; em grego:  Ιωάννης, Ioánnis), nasceu em Éfeso e era de origem grega. Eleito em 30 de Outubro de 701, governou a Igreja durante pouco mais de três anos. Foi uma época de momentos difíceis para a cristandade, pois a Igreja estava cercada pelos turcos sarracenos a Oriente e em Espanha. Com a ajuda do povo romano, fez frente às pretensões do imperador bizantino Tibério III (que tentou prendê-lo) e combateu os lombardos que assolavam a planície romana, ainda lhes cedendo parte do Exarcado de Ravena.
Interferiu nos assuntos da Igreja na Inglaterra, para onde conseguiu levar a paz. A sua morte ocorreu em 11 de Janeiro de 705.